# Vranovice-Kelčice
Vranovice-Kelčice è un comune della Repubblica Ceca facente parte del distretto di Prostějov, nella regione di Olomouc.